# Daniel Torrance
Daniel Anthony Torrance es un personaje de ficción que aparece por primera vez en la novela El resplandor de Stephen King de 1977. Cuando era un niño, nació con poderes psíquicos llamados "el resplandor". Sus padres son Jack Torrance y Wendy Torrance. El personaje también aparece en la adaptación cinematográfica de 1980 y fue interpretado por Danny Lloyd. El personaje también aparece en la miniserie de televisión de 1997 y fue interpretado por Courtland Mead.
En 2013, King lanzó la novela Doctor Sueño, una secuela de la novela de 1977 que presenta a un adulto Danny Torrance como protagonista. Warner Bros. Pictures produjo una adaptación cinematográfica de la novela con el actor Ewan McGregor interpretando al adulto Danny Torrance. La película se estrenó en noviembre de 2019.

## Historia ficticia

### El resplandor
Danny Torrance es presentado en El resplandor como el hijo de cinco años de Jack y Wendy Torrance. Tiene poderes psíquicos que su compañero psíquico Dick Hallorann llama "El resplandor": puede leer los pensamientos de las personas, comunicarse telepáticamente con otros que "resplandecen" y tiene visiones proféticas frecuentes y aterradoras. Recibe estos mensajes y visiones de una entidad sobrenatural a la que llama "Tony" y que solo él puede ver; sus padres creen que "Tony" es simplemente su amigo imaginario.
Danny tiene una relación difícil con Jack, un alcohólico propenso a ataques de ira violenta. Durante una de esas borracheras, Jack agarró el brazo de Danny y dislocó el hombro del niño. Horrorizado, Jack dejó de beber y trató de ser un mejor padre, con la esperanza de mejorar su relación durante los cinco meses que van a vivir en el Hotel Overlook como cuidadores. Sin embargo, a medida que Jack cae bajo el control del Overlook, se vuelve cada vez más inestable y Danny llega a temerle.
En el Overlook, Danny conoce al jefe de cocina Dick Hallorann, quien también "resplandece". Los dos sienten su conexión al instante y Hallorann le dice a Danny que lo llame con su "resplandor" si necesita ayuda.
Mientras vive en Overlook, Danny experimenta visiones aterradoras de los diversos espíritus malignos que habitan el lugar, incluidos los fantasmas de las hijas gemelas del antiguo cuidador (y víctimas de asesinato), y una anciana desecada que intenta estrangularlo. También experimenta visiones de la palabra "redrum" - "asesinato" escrito al revés. Esto es debido a que lo que sea que posee el edificio desea alimentarse de Danny y sus poderes ya que esto le permitirá liberarse, sin embargo, los mismos poderes que anhela devorar protegen al niño de su influencia, por lo que comienza a enfocarse en Jack.
Cuando el Overlook posee a Jack por completo, ataca a Danny y Wendy con un mazo de croquet, pero logran escapar corriendo por el jardín del hotel. Jack intenta matar a Danny, pero su amor por su hijo le permite recuperar el control de su mente el tiempo suficiente para permitirle a él y Wendy escapar. Momentos después, Jack hace explotar la caldera del hotel, sacrificándose para destruir el edificio. Sin embargo, su espíritu permanece con Danny y el niño tiene una breve visión de su padre años después cuando se gradúa de la escuela secundaria.

### Doctor Sueño
Treinta años después, Danny (ahora llamado "Dan") todavía está obsesionado por los eventos en el Overlook y atormentado por sus visiones, y como tal se ha convertido en un alcohólico, al igual que su padre. Viaja a la deriva por Estados Unidos hasta que se instala en Nueva Hampshire, donde deja de beber y se une a los Alcohólicos Anónimos con la ayuda de su amigo y compañero alcohólico Billy Nolan. Consigue un trabajo en un hospicio, donde usa su "resplandor" para consolar a los pacientes moribundos.
Empieza a recibir mensajes de Abra Stone, una joven con un "resplandor" propio, que le habla de un grupo de criaturas paranormales llamadas El Nudo Verdadero, que están matando niños que "resplandecen" y absorben su poder. Cuando el Nudo Verdadero apunta a Abra, telepáticamente le pide ayuda a Dan.
Dan viaja a la casa de Abra y convence a su familia del peligro que enfrenta después de derrotar a los miembros del Nudo Verdadero que intentan secuestrarla. Después de hablar con la bisabuela de Abra, se entera de que Lucy, la madre de Abra, era de hecho, la hija ilegítima de Jack Torrance, lo que lo convierte en el tío de Abra y el medio hermano de Lucy, lo que revela a la familia. Él y Abra engañan telepáticamente a la líder del Nudo Verdadero, Rose La Chistera, para que los siga al antiguo sitio del Overlook. Compromete a Rose en una batalla brutal, ayudado por el fantasma de Jack; juntos, la empujan desde una plataforma de observación hasta su muerte. Antes de irse, Dan ve que el fantasma de Jack se despide y desaparece, finalmente en paz.
La novela termina con Dan celebrando 15 años de sobriedad, habiéndose acercado a Abra y su familia mientras él asiste a su fiesta de 15 cumpleaños. Dan le cuenta a Abra sobre el historial de alcoholismo y rabia de su familia, y le advierte que evite los mismos problemas. Dan aconseja a Abra sobre cómo manejar su "resplandor" cada vez que se siente molesta, antes de regresar al hospicio para consolar a un paciente.

## Apariciones

### Películas
- El resplandor (1980), interpretado por Danny Lloyd.
- Doctor Sueño (2019), interpretado por Ewan McGregor (adulto) y Roger Dale Floyd (niño).

### Otras apariciones
- El resplandor (1997) - miniserie, interpretado por Courtland Mead (niño) y Wil Horneff (mayor).
- El resplandor (2016) - ópera, interpretado por Alejandro Vega.

## Análisis

### El resplandor
Danny Torrance en El resplandor es uno de los varios personajes infantiles de la primera ficción de Stephen King que se ocupan del abandono de los padres o el miedo a él; otros personajes incluyen a Carrie White en Carrie y Charlene "Charlie" McGee en Ojos de fuego. Heidi Strengell, en Disecting Stephen King, dice: "En opinión de King, los niños, como Danny Torrance, son capaces de lidiar con la fantasía y el terror en sus propios términos mejor que los adultos debido al tamaño de su capacidad imaginativa y su posición única en la vida". La guía de referencia Personajes en la literatura del siglo XX escribió: "Algunos críticos se quejan de que Danny muestra una madurez improbable para un niño de su edad". El autor Dale Bailey, que escribe sobre casas encantadas, dijo que el escrito de King sobre Danny, un psíquico en un entorno encantado, tomó prestado el vínculo hecho por Shirley Jackson y Richard Matheson en sus obras. Bailey percibe que Danny tiene ambivalencia hacia su padre; ama a Jack, pero a través de su "resplandor" puede ver lo perturbado emocionalmente que está su padre. King dijo que había evidencia de paralelismos entre Danny y su padre, "Danny, como el mismo Jack, algún día puede caer en los patrones de comportamiento del padre que ama y teme".
En la novela El resplandor, Danny comparte su poder de "el resplandor" con varios extraños, mientras que en la adaptación cinematográfica, es reservado al respecto, incluso cuando confía en su compañero psíquico Dick Hallorann. En la novela, Danny tiene una inteligencia extraordinaria, un vocabulario extenso, está apegado a su padre y es capaz de prever todos los horrores del Hotel Overlook. En contraste, en la película, se lo retrata como un niño común con solo un poder extraordinario y tiene visiones que cambian con los eventos que suceden en el hotel. El académico Greg Jenkins dice que la razón principal por la que Danny era menos hablador era la dificultad de un niño actor para memorizar líneas, pero dijo que el diálogo mínimo también creaba más suspenso.
Danny tiene un "amigo imaginario" llamado Tony que le advierte del peligro y ha sido retratado de diferentes formas. The Dissolve dijo que la novela de King sugiere a Tony como "una parte de Danny, una pieza del potencial adulto futuro manifestado". En la película de Kubrick, Tony solo se muestra como imaginario, "su propio dedo torcido con una voz inquietante y ronca". La miniserie de televisión, también de King, tiene a Tony como un "adolescente brillante, volador y transparente", que luego se reveló como una versión futura de sí mismo. Bailey dijo que la encarnación de Tony en la novela original era "una proyección de la mente de Danny, dando voz a ansiedades que de otro modo trascienden su comprensión", citando como evidencia la interconexión de los nombres masculinos de Torrance, John Daniel "Jack" Torrance y Daniel Anthony Torrance.

### Doctor Sueño
Stephen King dijo que le habían preguntado qué le sucedió a Danny Torrance después de los eventos de El resplandor, y decidió escribir su secuela Doctor Sueño, que retrata a Danny como un adulto. En la novela, el adulto Dan Torrance es representado como un vagabundo alcohólico que está obsesionado por el recuerdo de su padre. The Guardian dijo sobre la interpretación de Dan: "Captura la realidad de un alcohólico en recuperación, un estado con el que King está íntimamente familiarizado". King dijo que quería representar a Dan evitando ser como sus padres y tratando de escapar de sus raíces.
En la adaptación cinematográfica, Dan sacrifica su propia vida para salvar a Abra destruyendo el Overlook, representado como condenado pero aún en pie; este es un guiño al final de la novela de King El resplandor.